# Лочвеж
Лочвеж — река в России, протекает в Вологодской области, в Нюксенском районе. Устье реки находится в 13 км по левому берегу реки Левая Сученьга. Длина реки составляет 11 км.
Исток реки в западной части Юрменьгского болота в 17 км к северо-востоку от деревни Вострое (центра Востровского сельского поселения). Течёт на юг по заболоченному лесу. Справа в Лочвеж впадает Горильный. Населённых пунктов по берегам нет.

## Данные водного реестра
По данным государственного водного реестра России относится к Двинско-Печорскому бассейновому округу, водохозяйственный участок реки — Северная Двина от начала реки до впадения реки Вычегда, без рек Юг и Сухона (от истока до Кубенского гидроузла), речной подбассейн реки — Сухона. Речной бассейн реки — Северная Двина.
По данным геоинформационной системы водохозяйственного районирования территории РФ, подготовленной Федеральным агентством водных ресурсов:
- Код водного объекта в государственном водном реестре — 03020100312103000009456
- Код по гидрологической изученности (ГИ) — 103000945
- Код бассейна — 03.02.01.003
- Номер тома по ГИ — 03
- Выпуск по ГИ — 0